# Strzeszynek

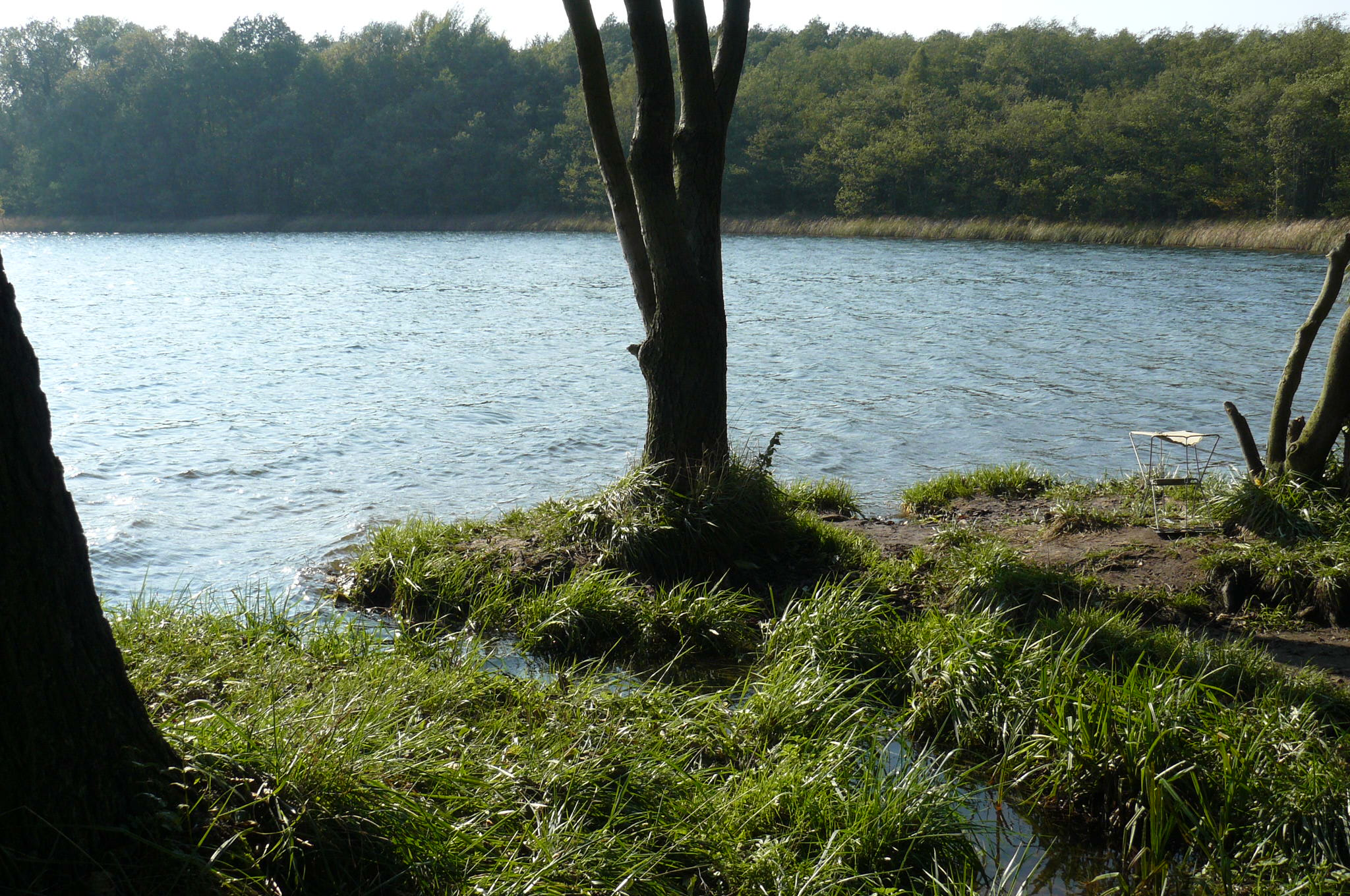
Jezioro Strzeszyńskie

Strzeszynek – wypoczynkowa część Poznania, położona w północno-zachodnim rejonie miasta, pośród rozległych kompleksów leśnych, pomiędzy Strzeszynem, a Psarskiem. Do Poznania włączona w 1940.

## Historia
Jako duża wieś z własnym kościołem pojawił się Strzeszynek w dokumentach z 1388. W XIX wieku tutejszy folwark prowadził własną cegielnię, mleczarnię i gorzelnię. W 1940 włączono go w obszar Poznania. Jeszcze w 1956 na planie miasta zaznaczana była część Strzeszynek Młyn - w miejscu przecięcia Bogdanki z ul. Lutycką. W 1960 utworzono tu pierwszy w mieście kemping. W 1963 lub 1965 powstała restauracja „Oaza” – element kompleksu rekreacyjno-plażowego (później obok dostawiono motel i domki wypoczynkowe). W „Oazie” po raz pierwszy w Poznaniu po II wojnie światowej zaprezentowano pokaz striptizu. W latach 80. XX wieku ośrodek przeżywał trudności związane z dekapitalizacją infrastruktury.

## Charakter
Strzeszynek jest dzielnicą rekreacyjno-wypoczynkową, pozbawioną praktycznie znaczenia mieszkaniowego, co jest związane z położeniem nad Jeziorem Strzeszyńskim, popularnym celem letniego wypoczynku mieszkańców Poznania. Nad jeziorem znajdują się liczne plaże, punkty małej gastronomii, restauracje, pomosty, przystanie, place sportowe, urządzenia rekreacyjne i zabawowe, a także domki wypoczynkowe, motel, kemping i Hotel Rezydencja Solei 2 (ten ostatni nieco dalej – przy ul. Wałeckiej). Strzeszynek jest popularny przez cały rok, jako miejsce uprawiania rekreacyjnej jazdy rowerem, biegania, czy nordic walkingu. Przebiega przezeń Transwielkopolska Trasa Rowerowa i zielony szlak pieszy. 
Przez Strzeszynek i Jezioro Strzeszyńskie przepływa Bogdanka, do której uchodzi w tym rejonie Strzeszyński Strumień. Przy ulicy Wałeckiej stoi leśniczówka Strzeszynek.

## Kapliczka

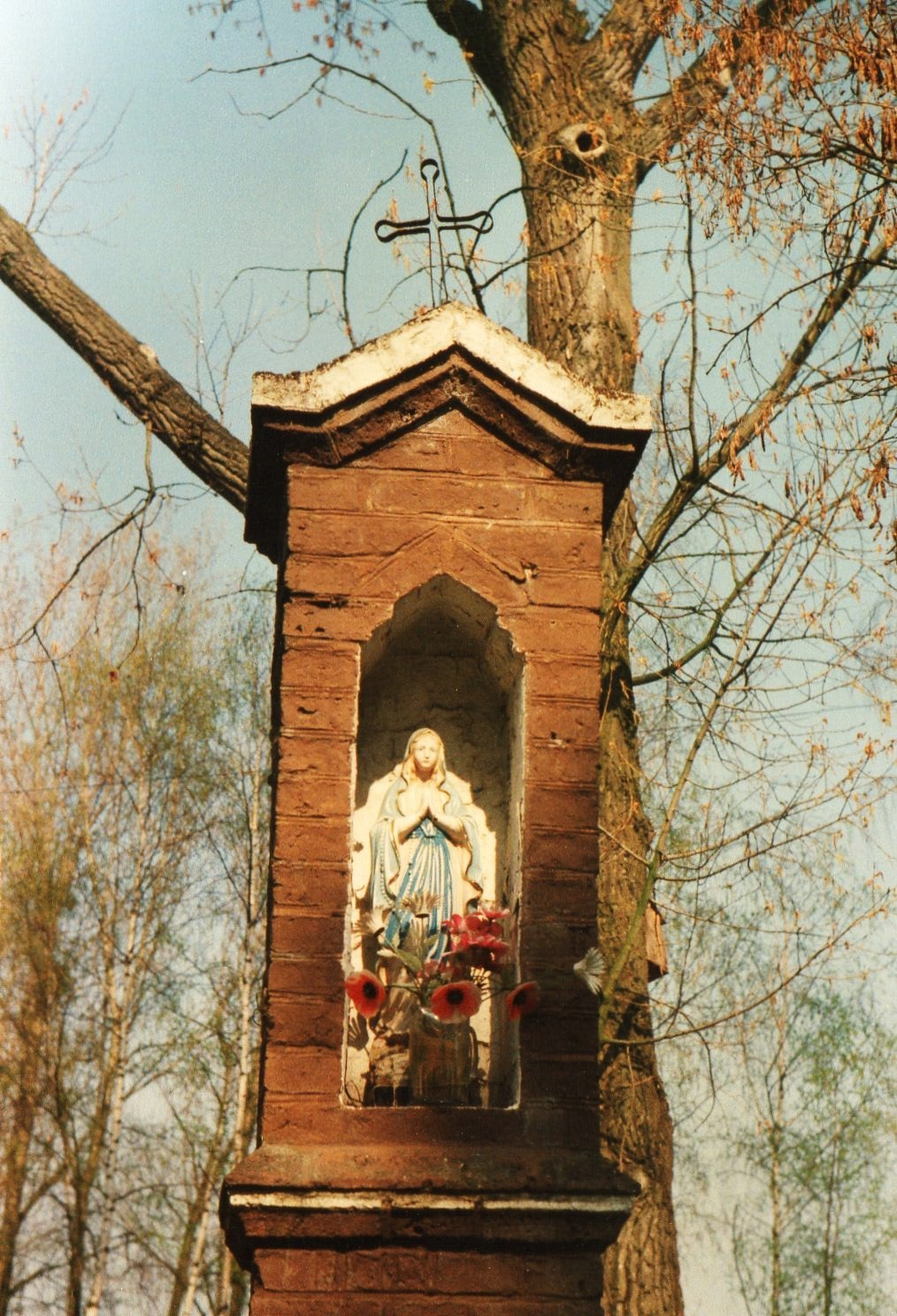
Kapliczka

Na skwerze przy ul. Koszalińskiej znajduje się ceglana kapliczka przydrożna pod wezwaniem Niepokalanego Serca Matki Bożej z figurą Maryi w niszy, której fundator nie jest już znany. Zwieńczona jest żelaznym krucyfiksem. Prawdopodobnie kiedyś miała wezwanie św. Mikołaja – strzegącego przed wilkami (takie kapliczki stawiano z reguły na skrajach kompleksów leśnych). Tradycja ta przetrwała wśród starszych mieszkańców okolic, którzy nadal mawiają iść koło św. Mikołaja. 

## Komunikacja
Dojazd zapewniają autobusy linii 195 z pętli Ogrody (przystanek Strzeszynek). W sezonie letnim docierają tu także autobusy linii 146, a linia 195 ma znacząco zwiększaną częstotliwość kursowania. Przy ul. Koszalińskiej rozlokowano natomiast rozległe parkingi leśne dla aut prywatnych.

## Szlak turystyczny
Przez Strzeszynek przebiega  szlak turystyczny Golęcin – Krzyżowniki